# Jan Welisław Lewicki
Jan Welisław Lewicki herbu Rogala (ur. 15 lutego 1869 w Przemyślu, zm. 16 marca 1954 w Tarnowie) – polski prawnik, doktor nauk prawnych, prezes Związku Polaków w Austrii „Strzecha”, działacz na rzecz Polonii Austriackiej, społecznik, podróżnik, fotografik. Od początku XX w. do 21 listopada 1916 szef Kancelarii Cywilnej cesarza Franciszka Józefa I i jego osobisty doradca. 

## Życiorys
Jan Welisław Lewicki urodził się w Przemyślu, gdzie został ochrzczony w obrządku grecko-katolickim. Jego ojcem był Jan Lewicki – profesor gimnazjalny w "c. k. Gimnazyum wyższym" (obecnie I Liceum Ogólnokształcące im. Juliusza Słowackiego w Przemyślu), a następnie inspektor szkół średnich w C. K. Radzie Szkolnej Krajowej w Galicji Wschodniej. Matka, Olimpia Zofia z domu Zatońska w późniejszych latach udzielała się w organizacjach kobiecych we Lwowie.
Jan Welisław Lewicki uczęszczał do C. K. Gimnazjum w Przemyślu od roku szkolnego 1878/1879, uzyskując tam świadectwo dojrzałości w 1886. W tym samym roku rozpoczął studia na Wydziale Prawa i Administracji na C. K. Uniwersytecie Franciszkańskim we Lwowie zaliczając tutaj cztery semestry, z kolei dwa następne (w roku akademickim 1888/1889) na c. k. Uniwersytecie Wiedeńskim oraz dwa ostatnie semestry (rok akad. 1889/1890) ponownie na Uniwersytecie we Lwowie, gdzie uzyskał absolutorium oraz doktorat. Po ukończeniu studiów podjął pracę w Namiestnictwie Galicji we Lwowie skąd jeszcze przed końcem lat 90. XIX w. został przeniesiony do Kancelarii Cywilnej cesarza Franciszka Józefa I w Wiedniu. Tutaj szybko zaczął awansować, zostając po niedługim czasie szefem Kancelarii Cywilnej cesarza i jego osobistym doradcą. Był jedynym Polakiem, który dokładnie znał panujące tam stosunki i rozkład pracy monarchy.  
Od samego początku pobytu w Wiedniu działał na rzecz austriackiej Polonii, między innymi w Polskim Towarzystwie Szkoły Ludowej w Wiedniu. Wszędzie, gdzie praca dla niej zaczynała kuleć na jakimś odcinku, tam na kierowniczym stanowisku najczęściej obsadzano Lewickiego, co powodowało jej rewitalizację. Gdy np. w środowisku Stowarzyszenia Polskiego „Strzecha” został poruszony, nabrzmiały od lat problem urządzenia Domu Polskiego w Wiedniu, tę szczytną ideę podjął i zrealizował w 1907 m.in. Jan Lewicki. W latach 1920–1925 pełnił funkcję Prezesa tego Stowarzyszenia. Za jego prezesury „Strzecha” znajdowała się w największym rozkwicie.
Po zakończeniu I wojny światowej Lewicki wraz z hr. Karolem Lanckorońskim, Kazimierzem Chłędowskim oraz Bernardem Szarlittem wszedł w skład Komisji Rewindykacyjnej określającej zakres zwrotu przez Austrię dóbr nauki i kultury odradzającej się Polsce. Z racji swojego stanowiska zajmowanego na dworze cesarskim – w urzędowej korespondencji w kraju był określany mianem „likwidatora majątku Habsburgów”. 
Po zajęciu Austrii przez III Rzeszę w marcu 1938 (Anschluss) działalność stowarzyszeń i instytucji polonijnych została drastycznie ograniczona, a następnie zakazana. W związku z tym Jan Lewicki latem 1938 powrócił do Lwowa, przywożąc ze sobą urny z prochami matki, Zofii (ur. 4 marca 1847, zm. 18 lutego 1915 w Wiedniu) oraz swojej żony, Kamili (ur. 4 września 1873, zm. 28 stycznia 1934 w Wiedniu). W dniu 13 sierpnia 1938 r. ich prochy zostały pochowane w rodzinnym grobowcu na Cmentarzu Łyczakowskim we Lwowie.

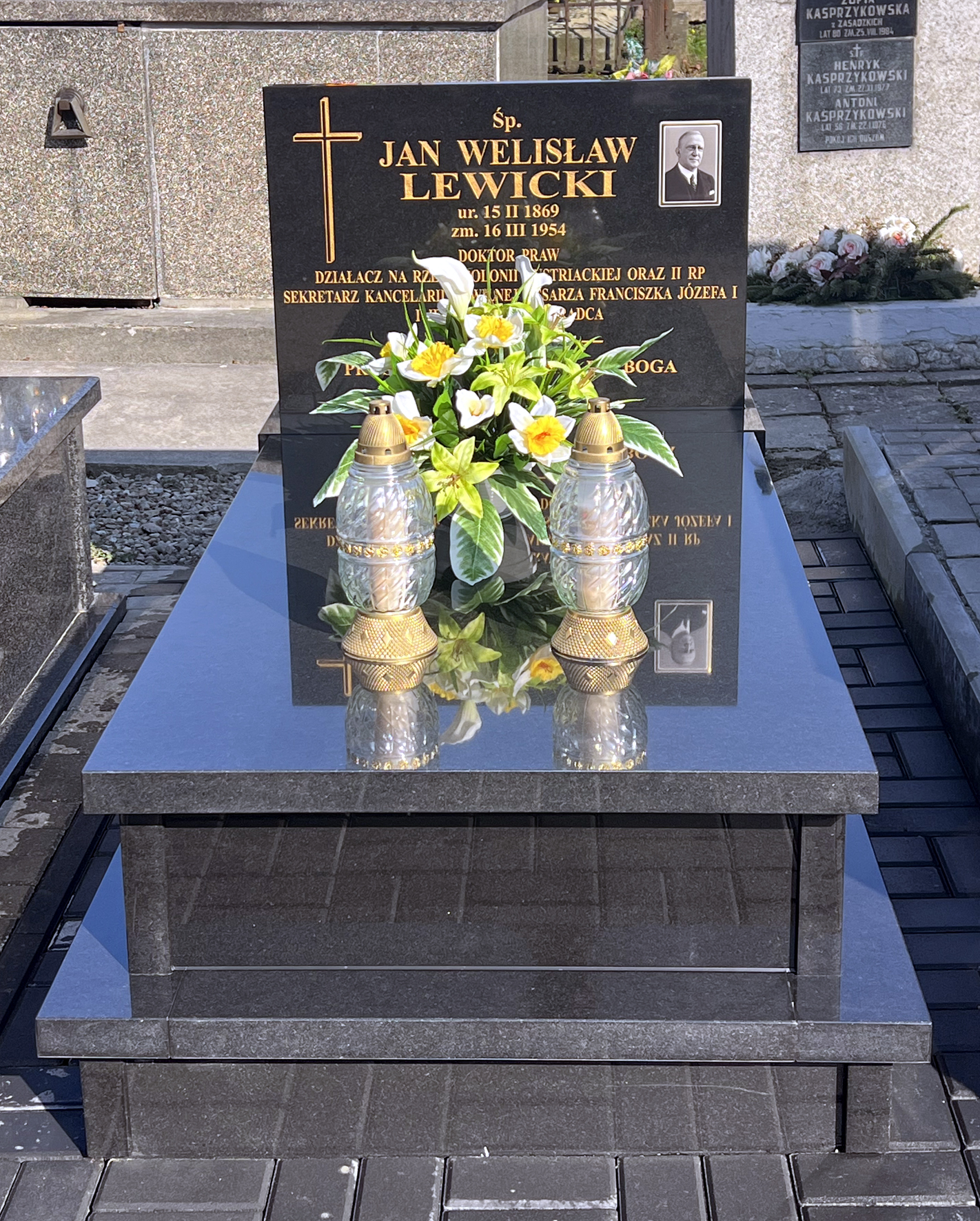
Obecny, nowy grób Jana Welisława Lewickiego

Pod koniec II wojny światowej Jan Lewicki jako uchodźca opuścił Lwów i osiedlił się w powiecie Brzesko. Najpierw jako rezydent we dworze w Lusławicach nad Dunajcem (gmina Zakliczyn), a następnie zaraz po wojnie w pobliskim Zakliczynie, zajmując jeden pokój na plebanii, w parafii św. Idziego Opata. W umeblowaniu tego pokoju – jako meloman – posiadał również fortepian. Z początkiem 1954, w wyniku przeprowadzonego zabiegu operacyjnego w Tarnowie – zgodnie z informacją zawartą w karcie zgonu w tarnowskim Urzędzie Stanu Cywilnego – został umieszczony w Domu Starców przy ul. Starodąbrowskiej 53, gdzie zmarł 16 marca 1954. Został pochowany na Сmentarzu parafialnym w Zakliczynie - Sektor D, Rząd I, Grób nr 21.

## Życie prywatne
Jan Welisław Lewicki miał żonę. Była nią Kamila Filipina z d. Piątkowska (córka Józefa i Filipiny z d. Reczuska, ur. 4 września 1871 we Lwowie – zm. 28 stycznia 1934 w Wiedniu, pochowana w rodzinnym grobowcu na Cmentarzu Łyczakowskim we Lwowie). Ich ślub miał miejsce w Bazylice Metropolitalnej we Lwowie dnia 10 października 1895. Nie pozostawili potomstwa.
Jan Welisław Lewicki brał udział w wyjazdach cesarskiego dworu (m.in. kurort Bad Ischl, pałac na Korfu, zamek k. Triestu – obecnie Castello di Miramare). Był zapalonym podróżnikiem (m.in. Włochy, rejs do fiordów norweskich i Spitsbergen), uprawiał turystykę górską (Alpy, m.in. Adamello). Będąc z zamiłowania fotografikiem był pionierem fotografii kolorowej. Zostawił z tych podróży i wypraw bogaty zbiór przeźroczy na płytach szklanych.

## Ordery i odznaczenia
- Kawaler Orderu Franciszka Józefa[14]
- Jubileuszowy Pamiątkowy Medal dla Urzędników Cywilnych[14]
- Jubileuszowy Krzyż Dworski[14]
- Komandor II Klasy Orderu Fryderyka (Wirtembergia)[14]
- Oficer Orderu Leopolda (Belgia)[14]

## Galeria
Autorem poniższych zdjęć wykonanych ok. 1905 r. ze swoich podróży po Europie jest Jan Welisław Lewicki. Wszystkie są w postaci koloryzowanych przeźroczy na szkle o formacie 8,5x10 cm  Na trzech z nich są oryginalne opisy Autora (w jęz. niemieckim). Pozostałe zostały zidentyfikowane (z wyjątkiem jednego) przy pomocy jednej z opcji przeglądarki Google przez Jerzego Wojciecha Mietelskiego. 

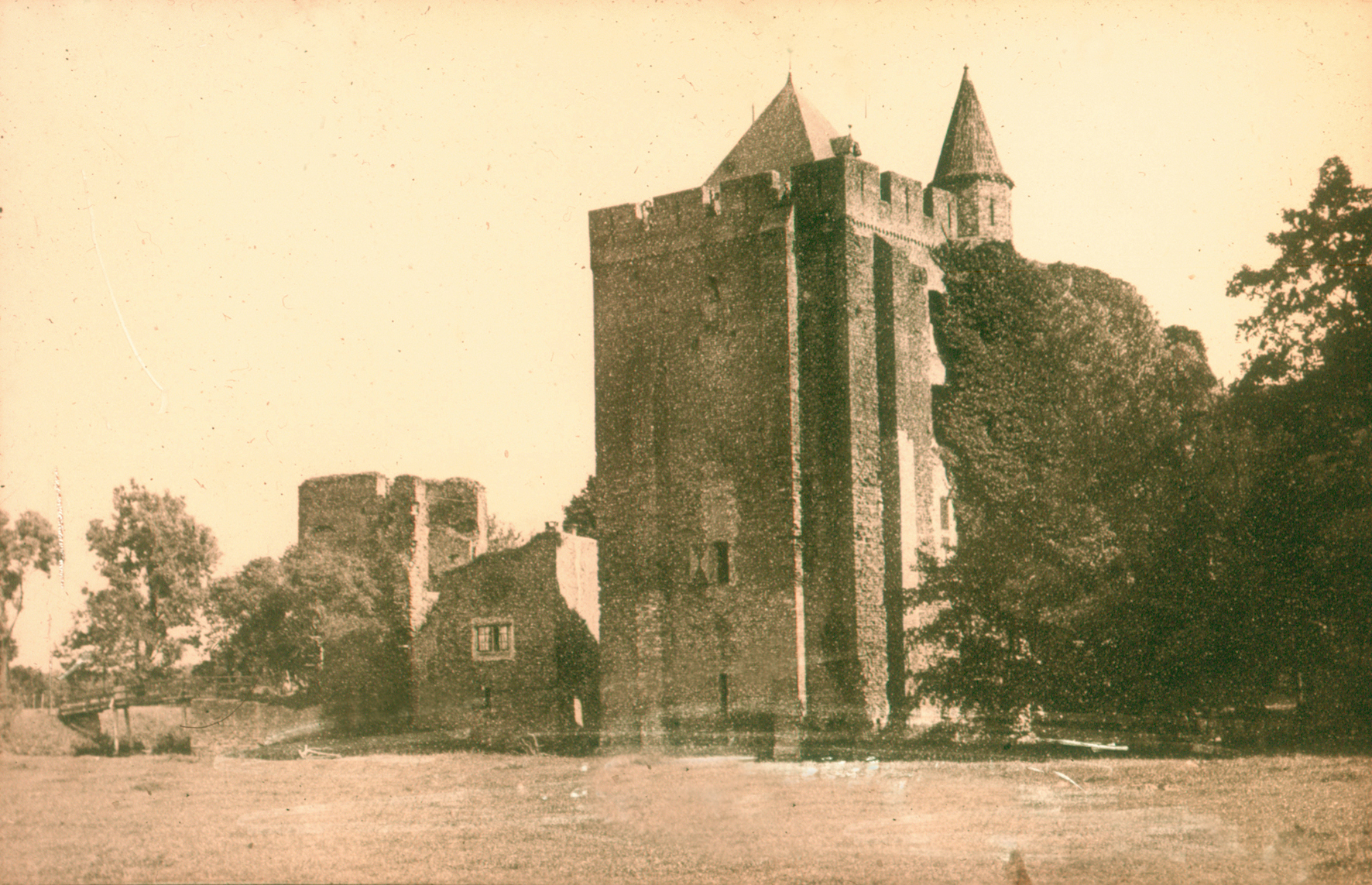
Zamek Brederode (Holandia)
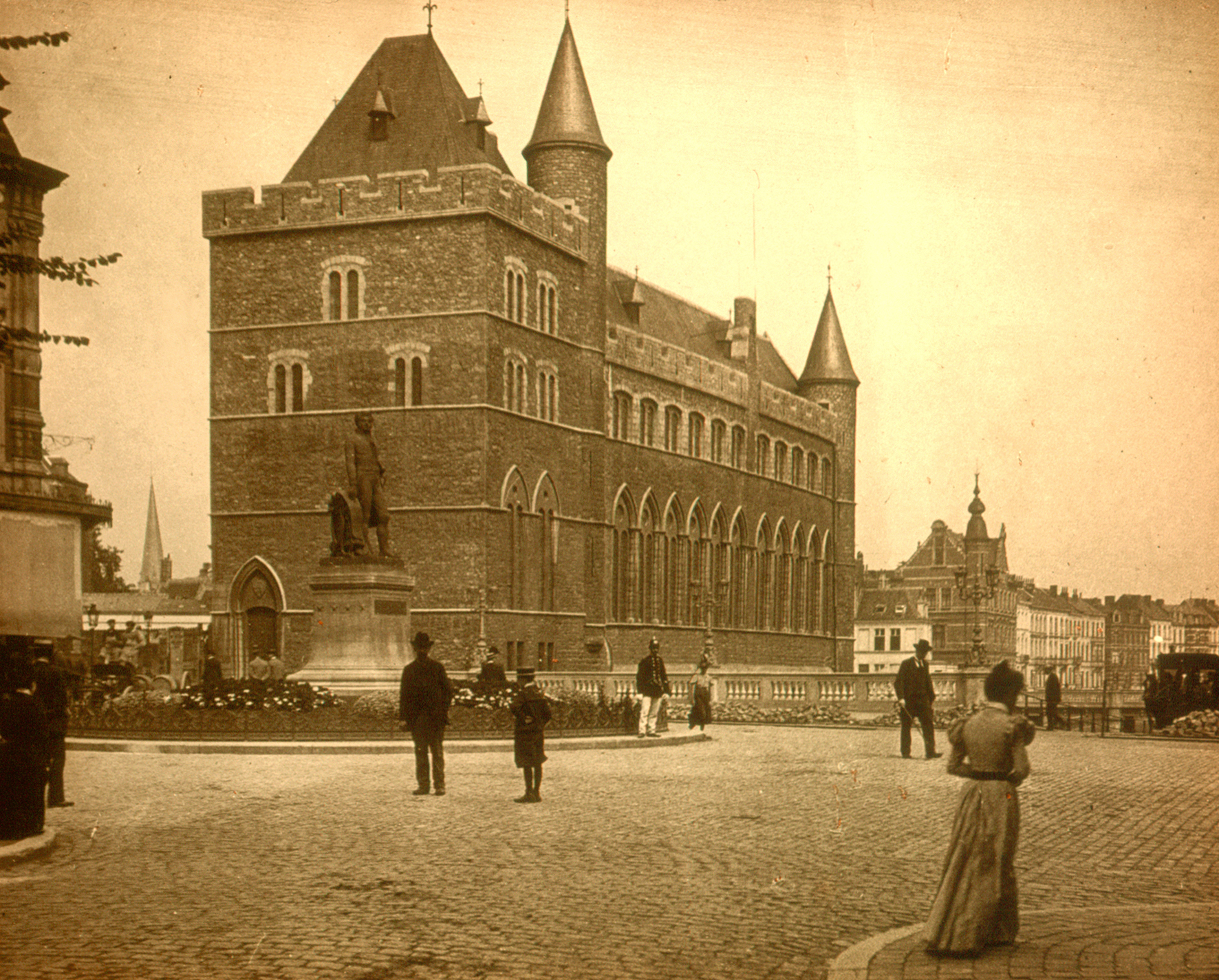
Gandawa – Zamek "Gérard le Diable"
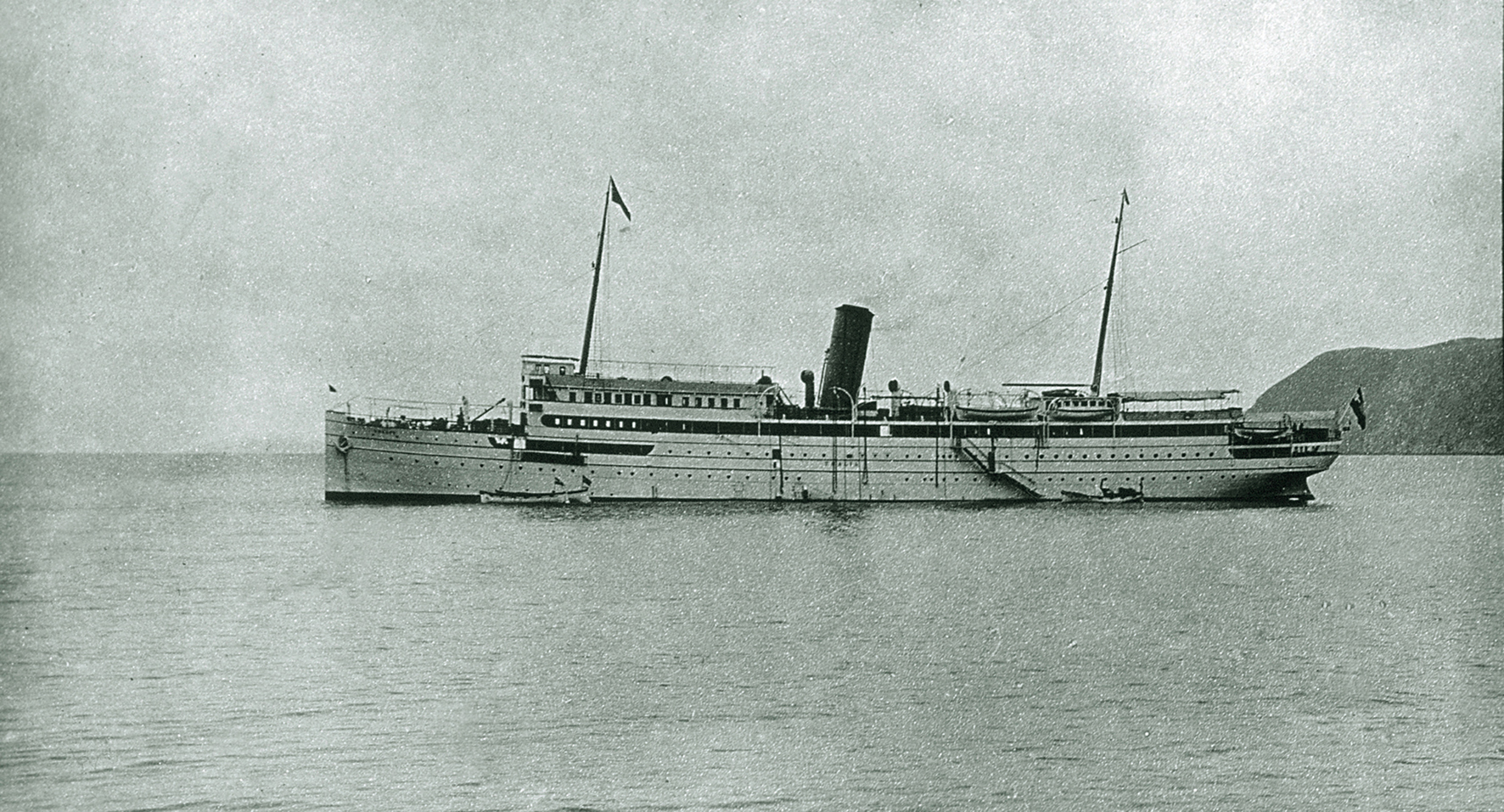
Thalia – Nordlandfahrt
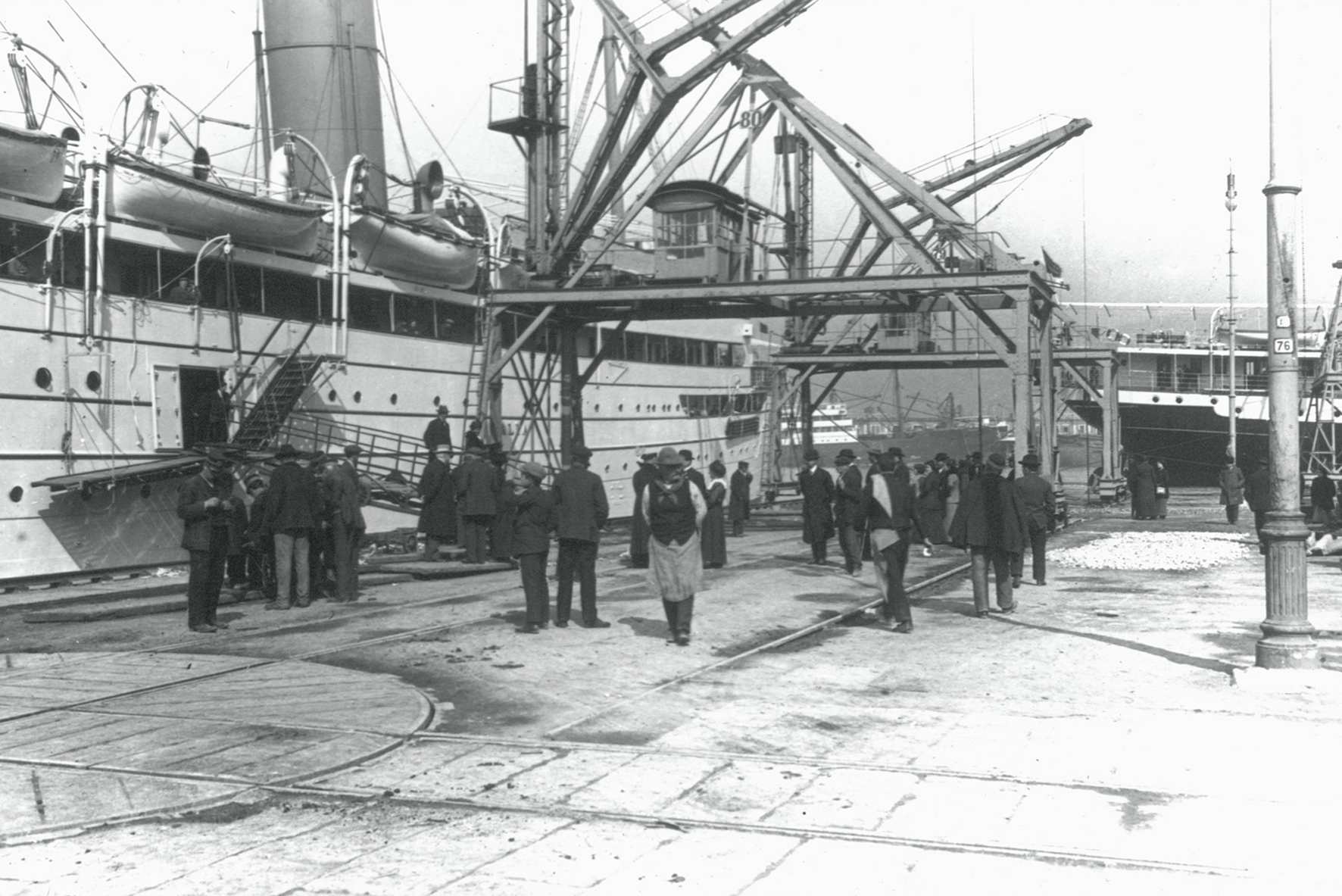
Thalia przy nabrzeżu
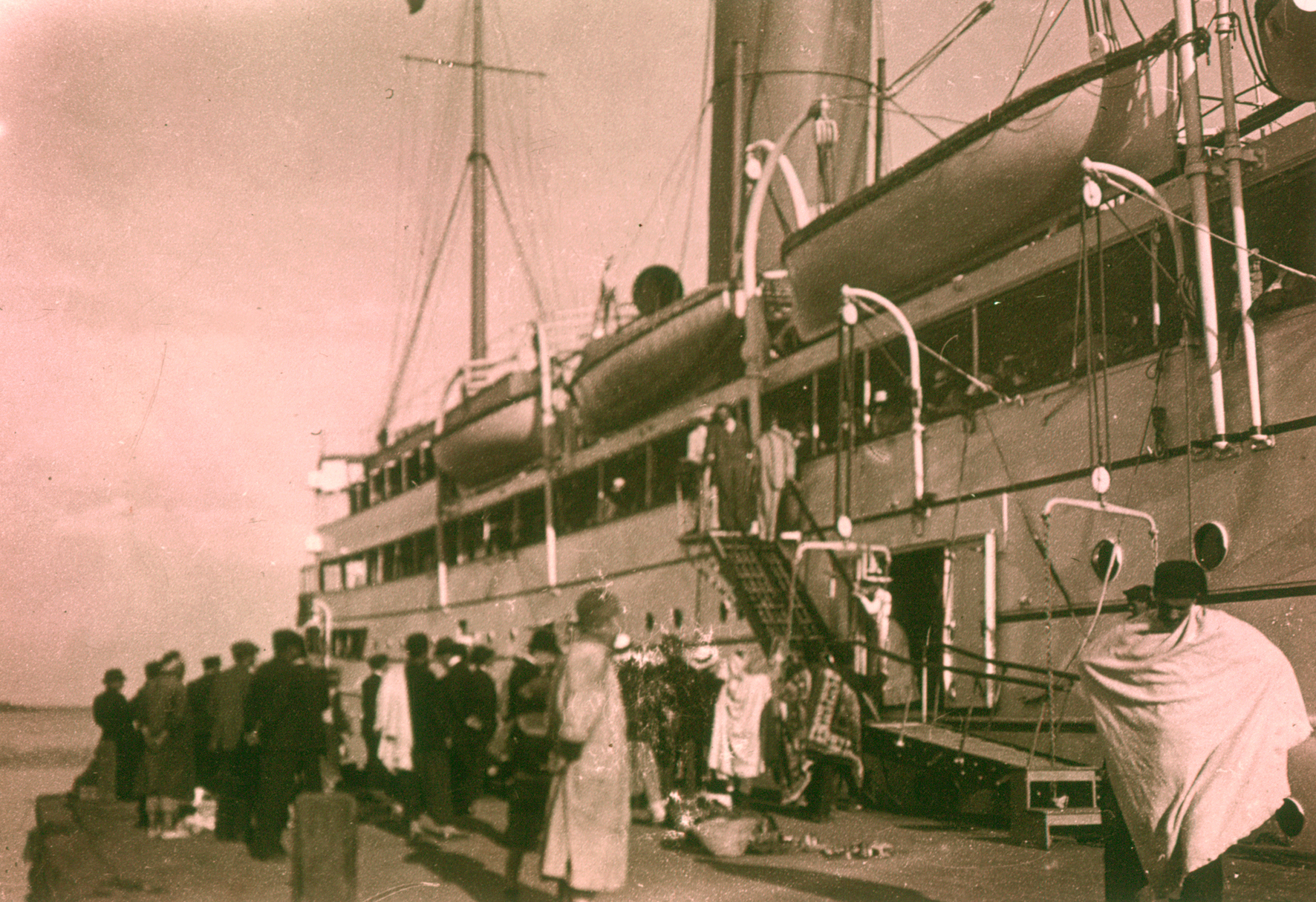
Thalia przy nabrzeżu
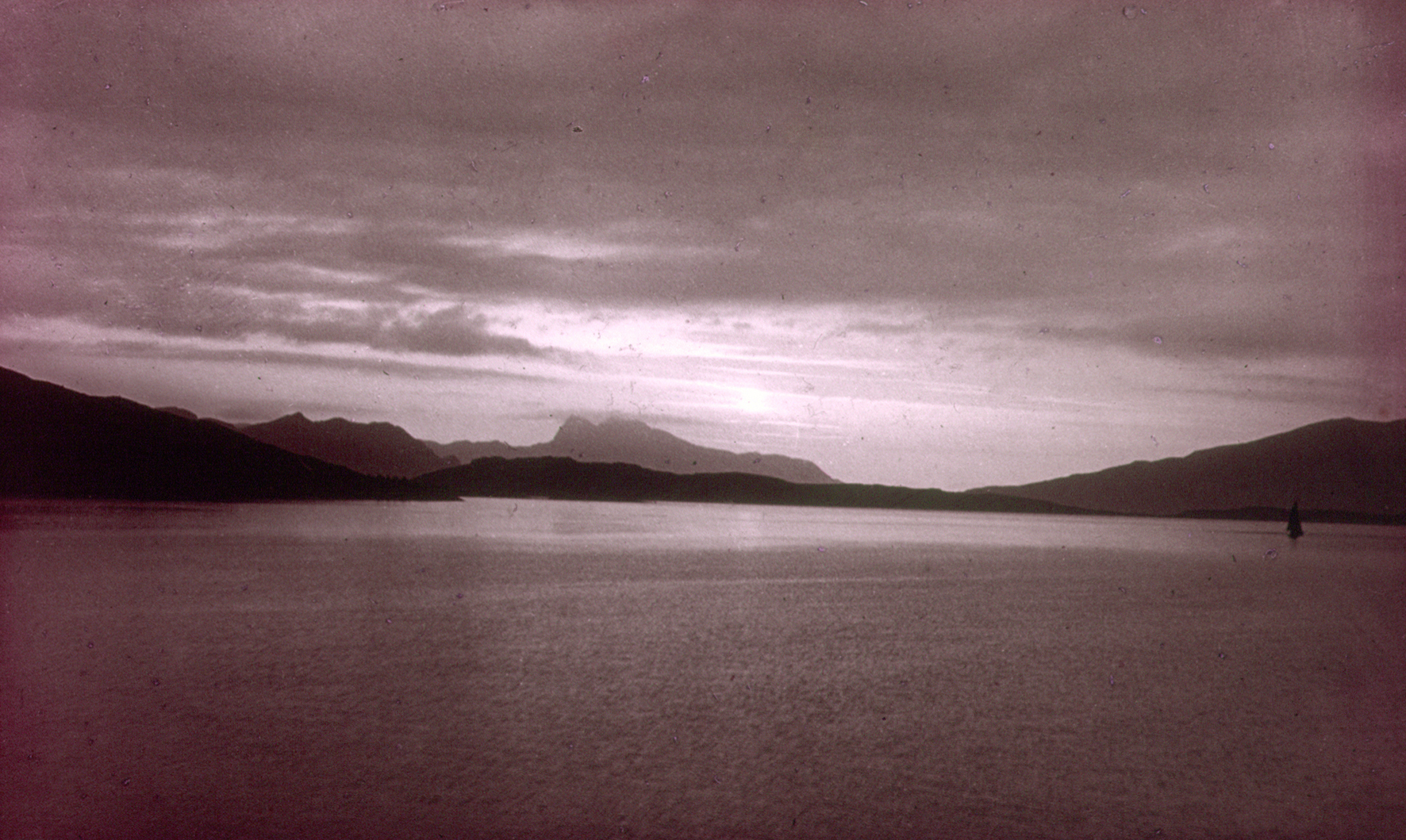
Wyspa Meløya (białe noce)
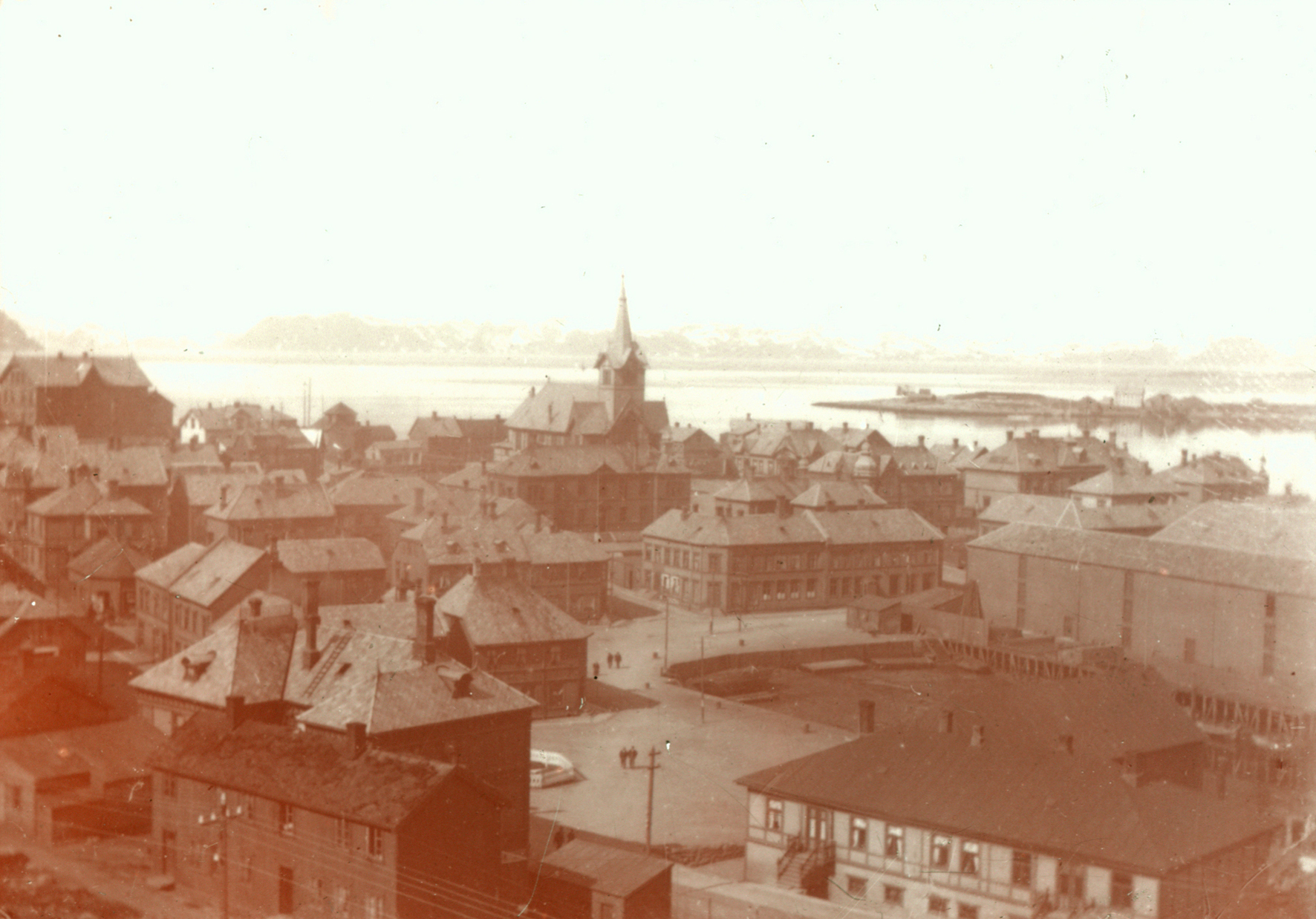
Hammerfest (Norwegia)
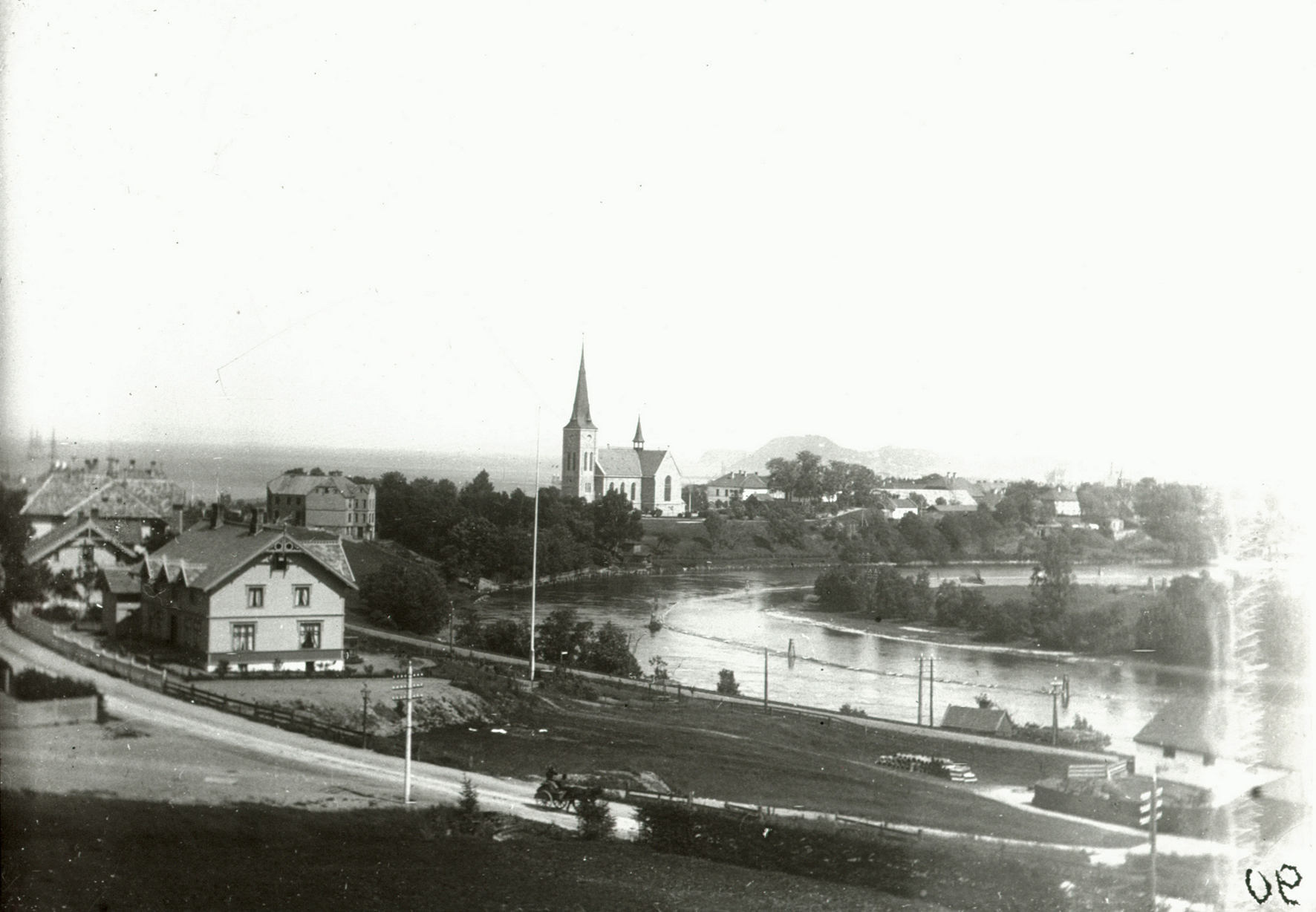
Trondheim (Norwegia) – kościół w Ilen
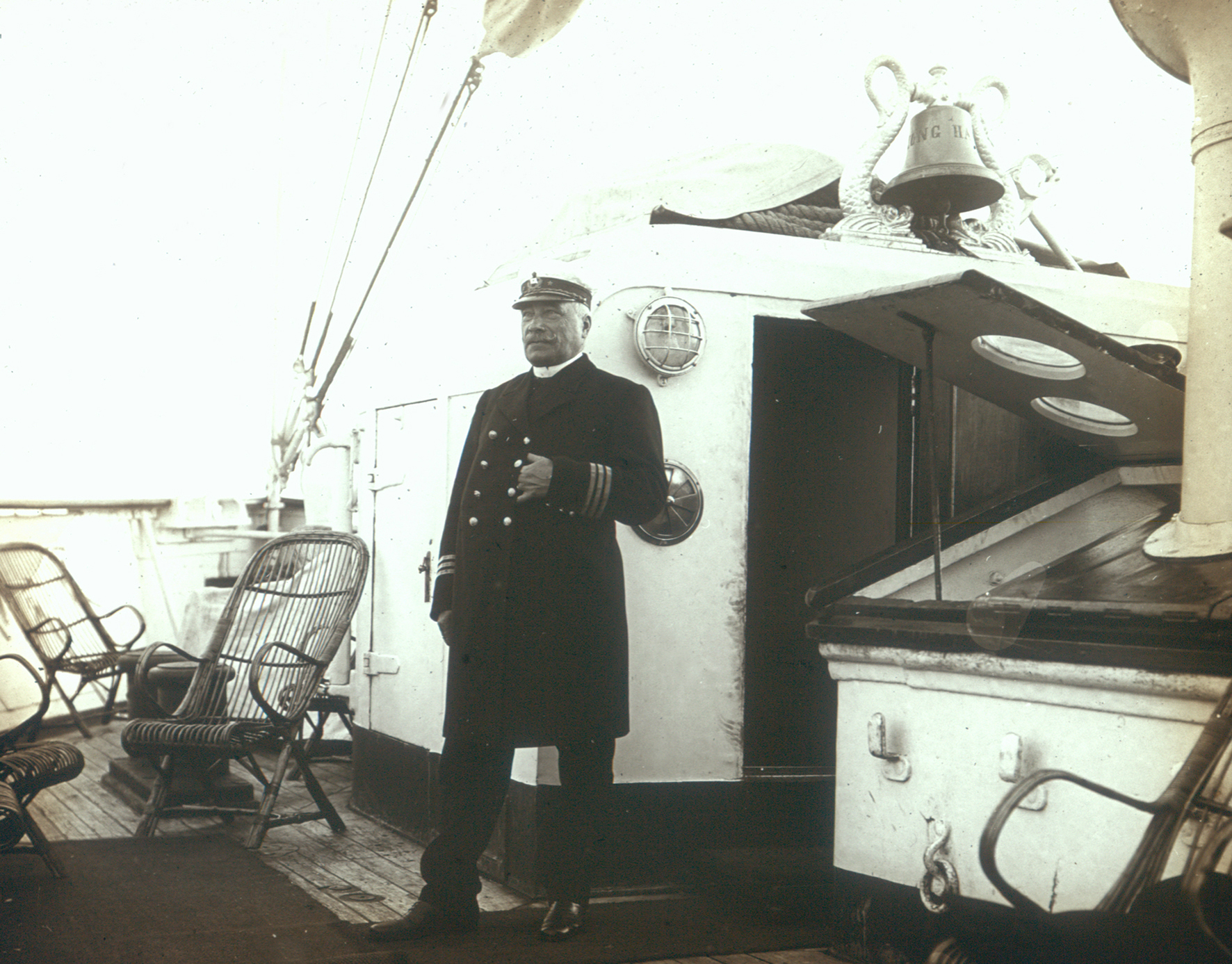
Der Kapitan vom "Kong Harald"
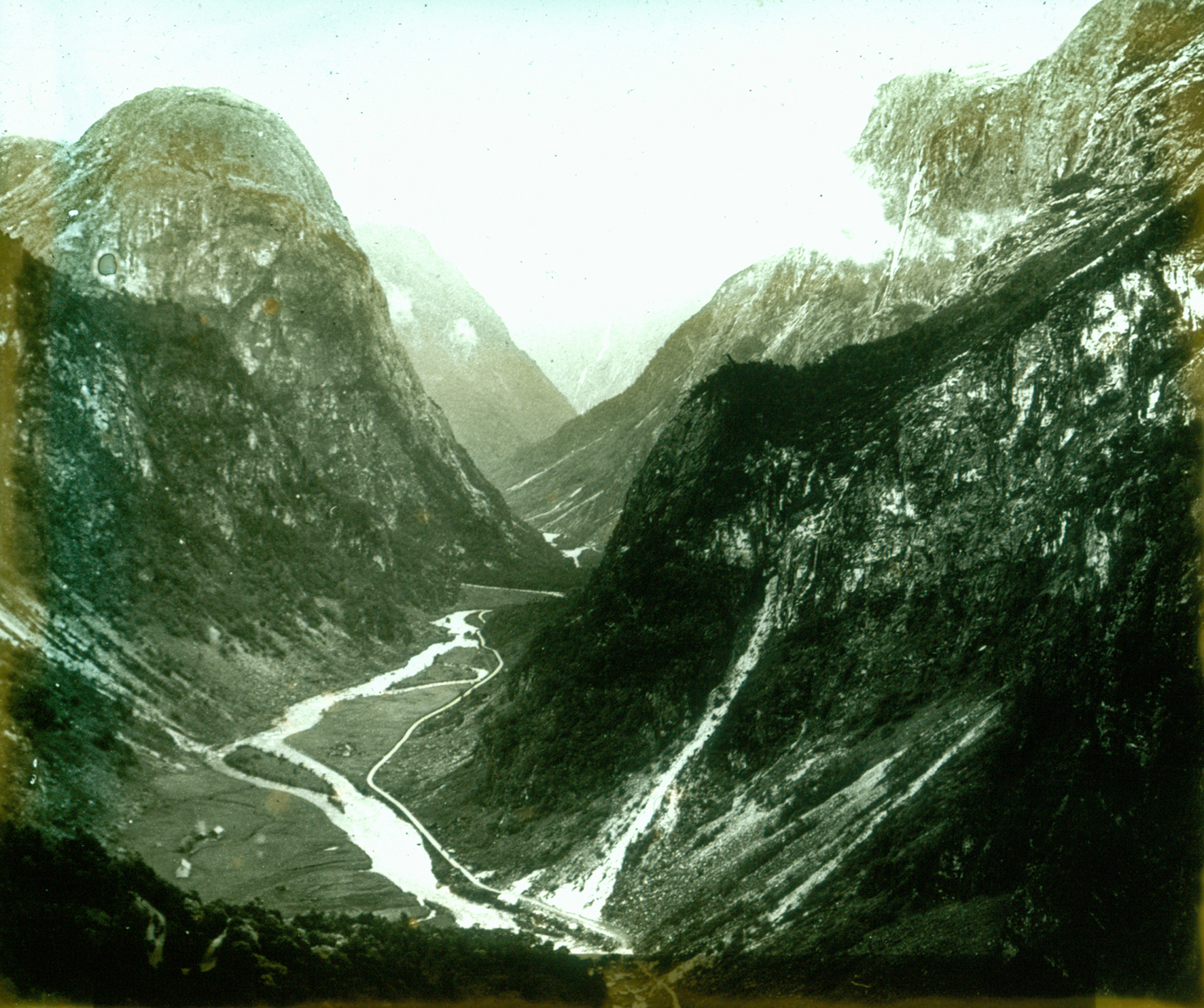
Stalheim k. Bergen (Norwegia)
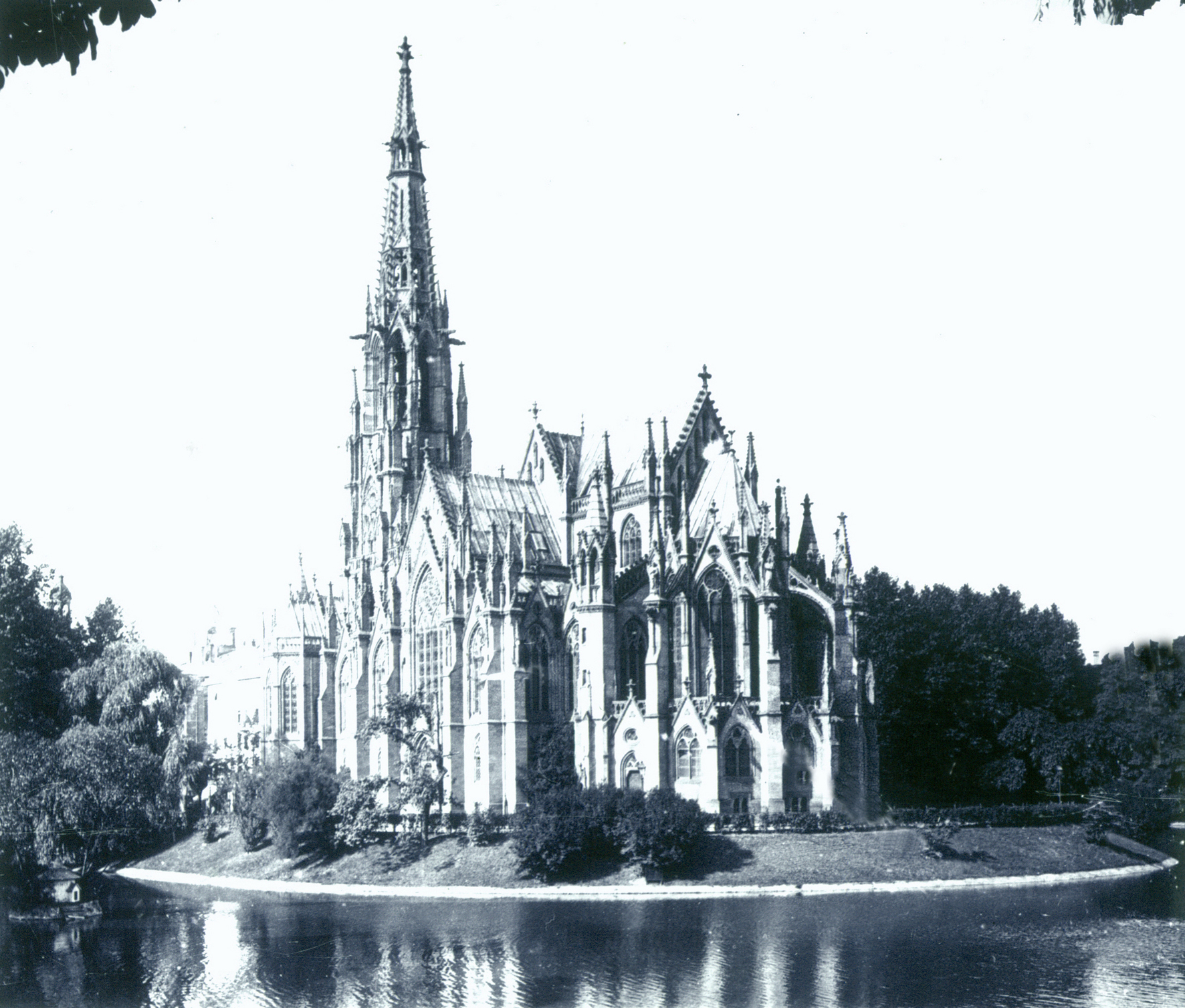
Stuttgart (Niemcy) – kościół p.w. św. Jana
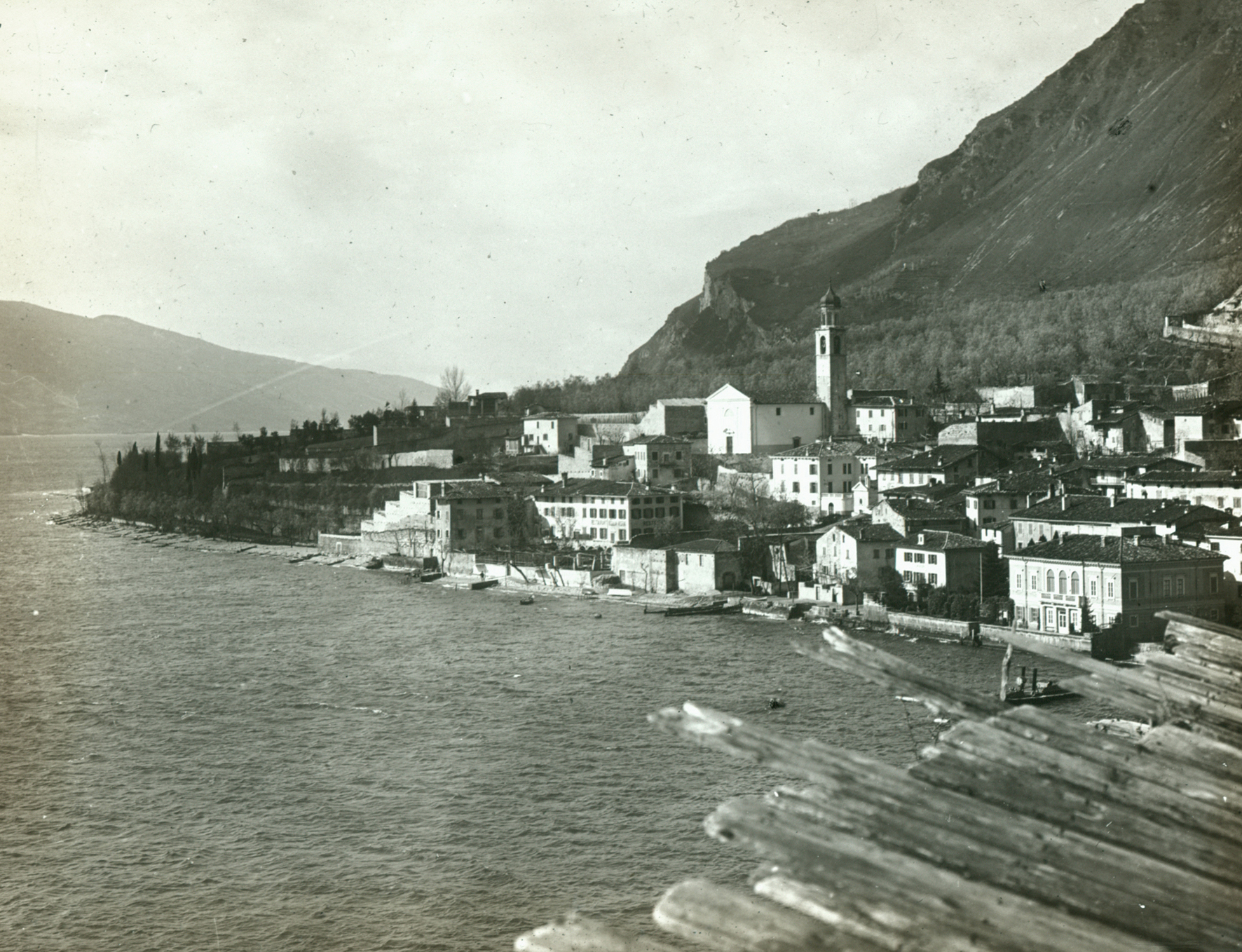
Limone sul Garda (Włochy)
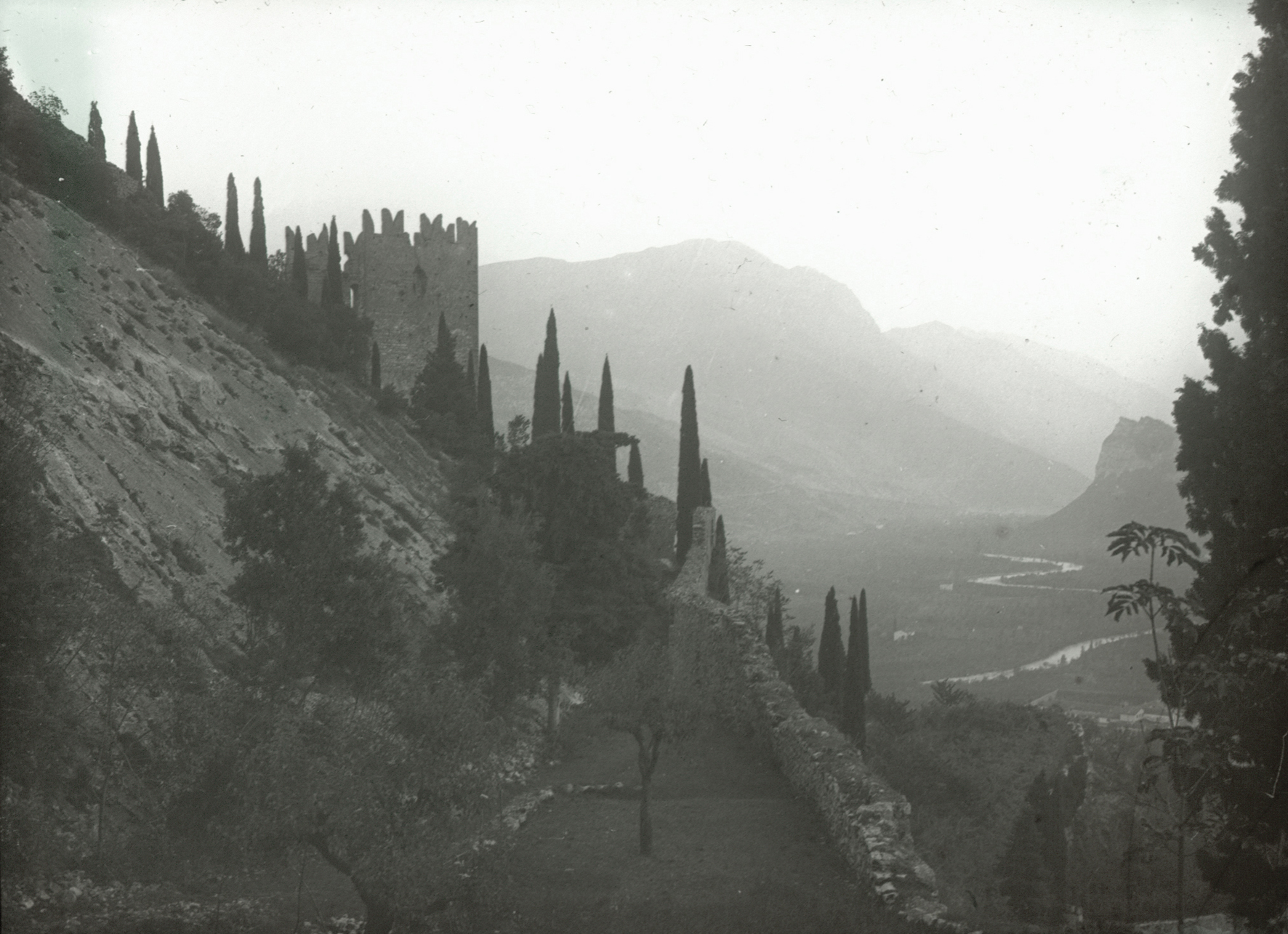
Castello d'Arco (Włochy)
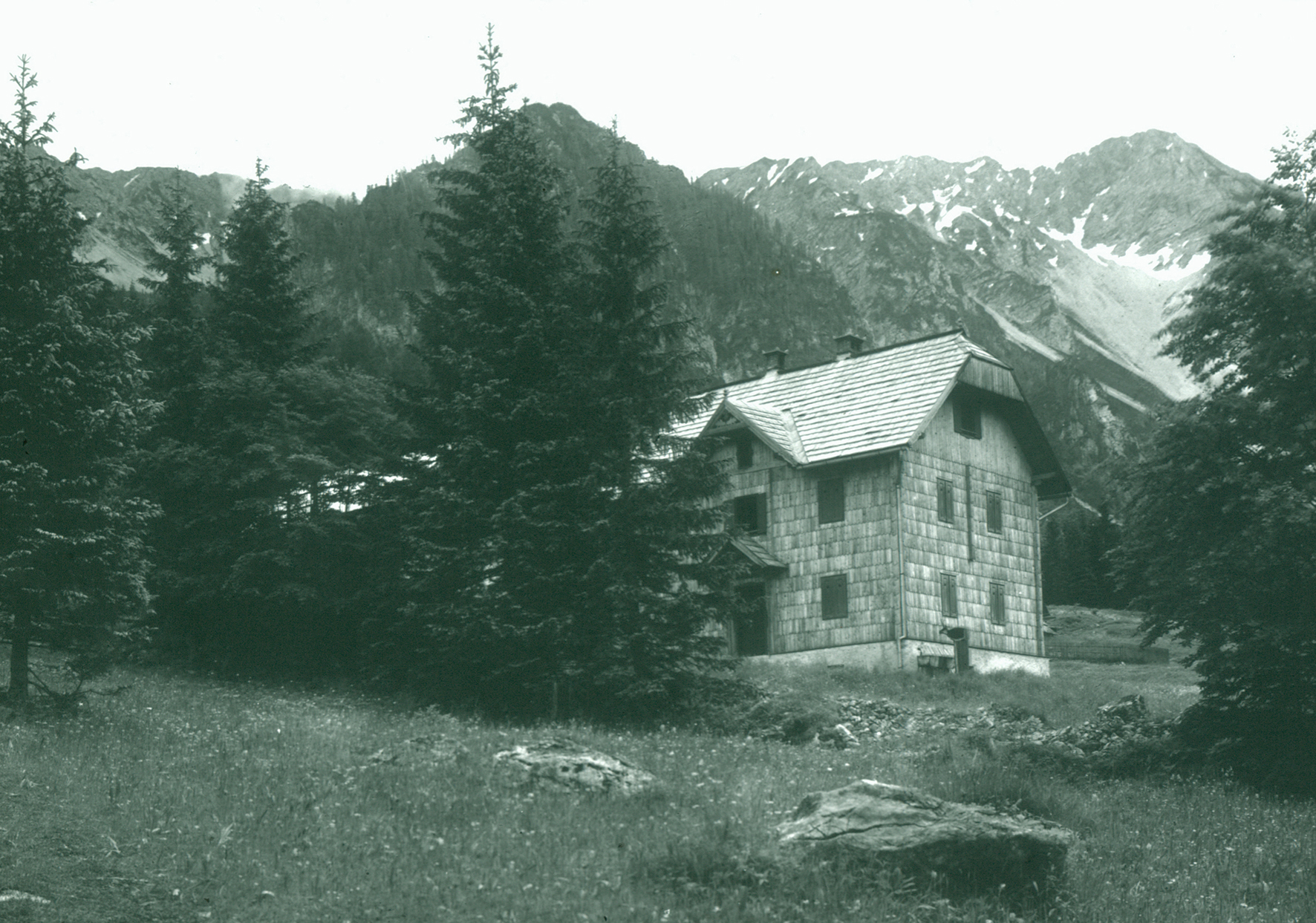
(niezidentyfikowane)
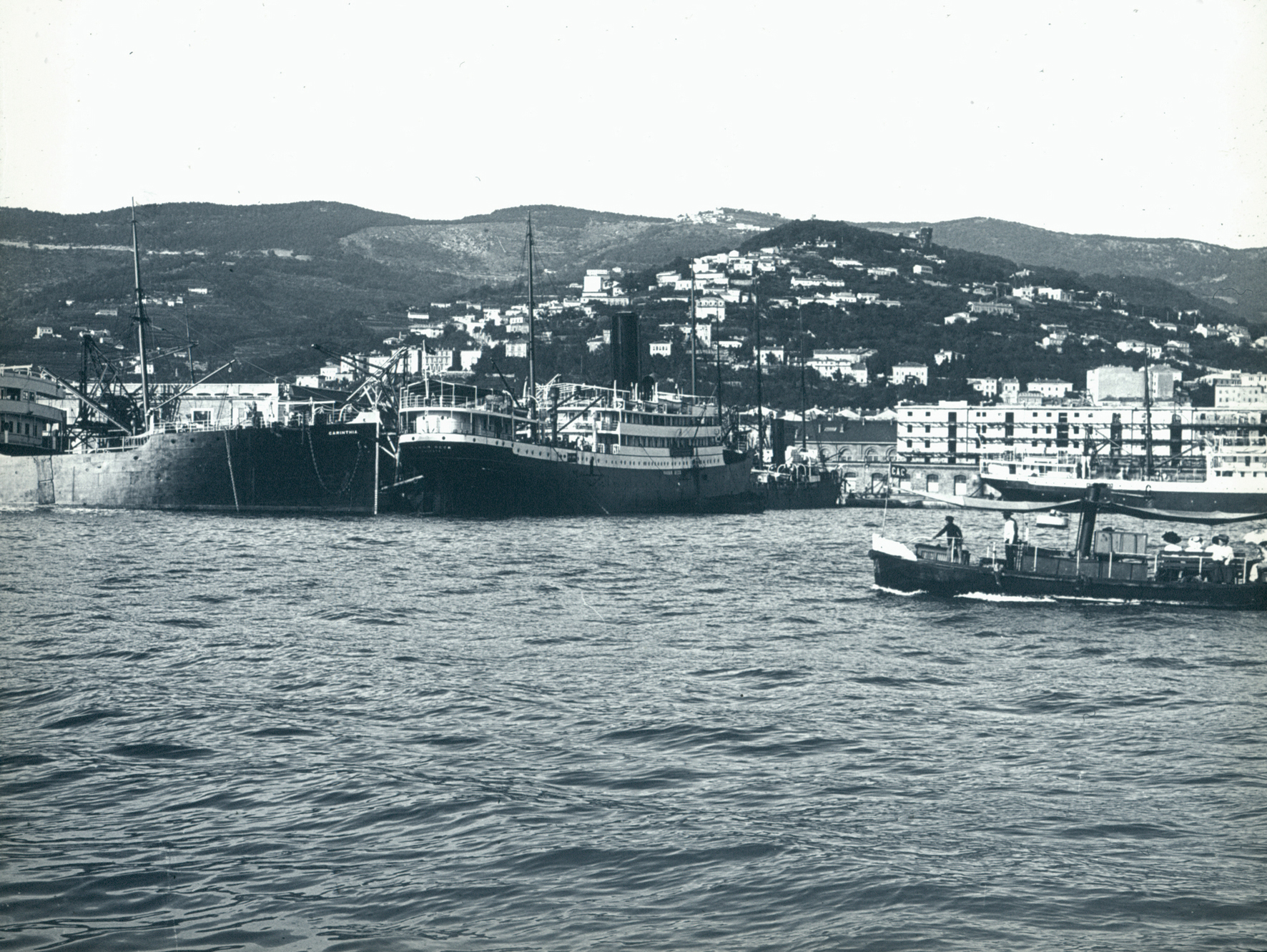
Statek Carinthia w porcie Triest (Włochy)
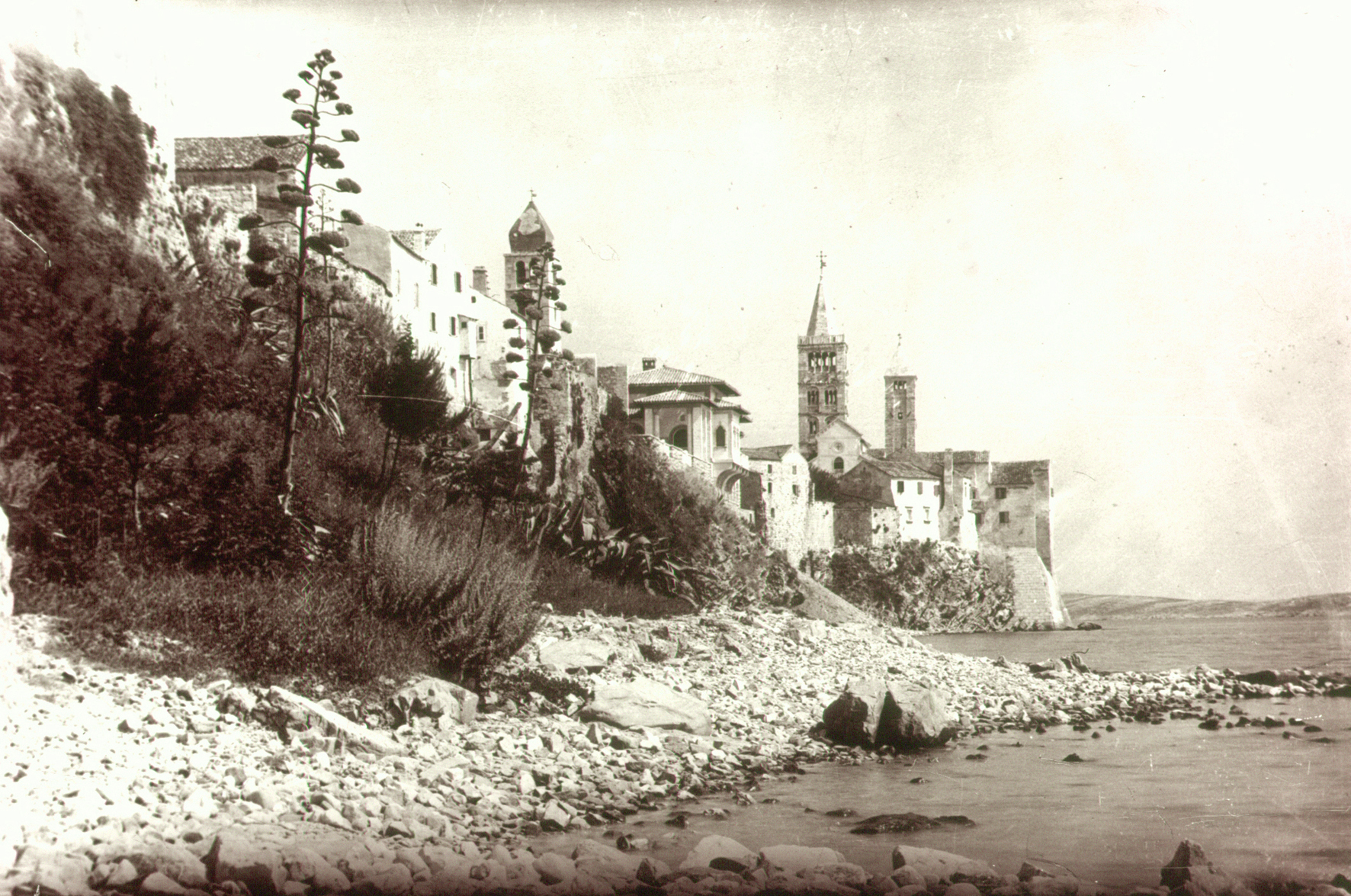
Rab (Chorwacja)
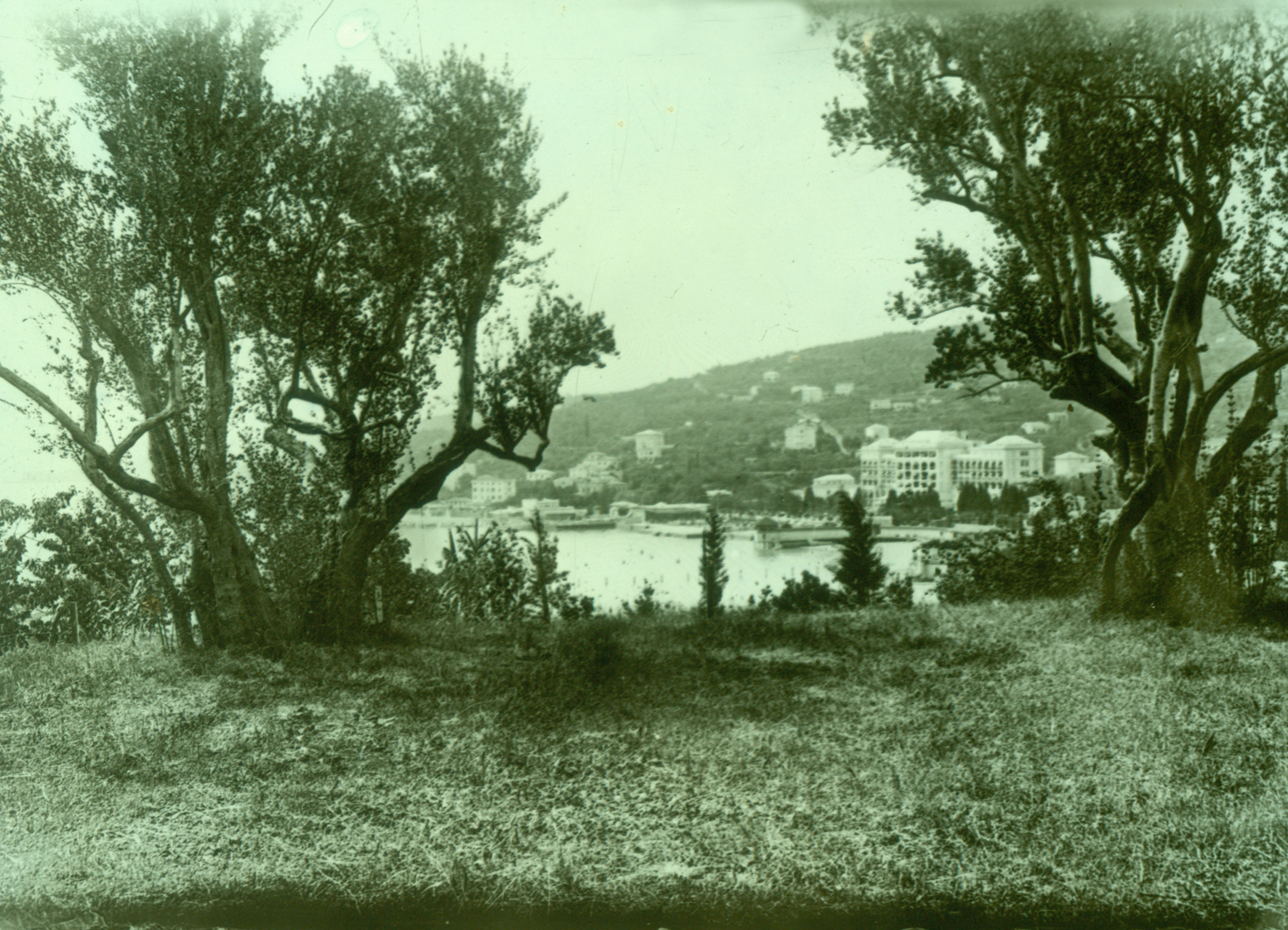
Portorož (Słowenia) – w głębi hotel "Palace"
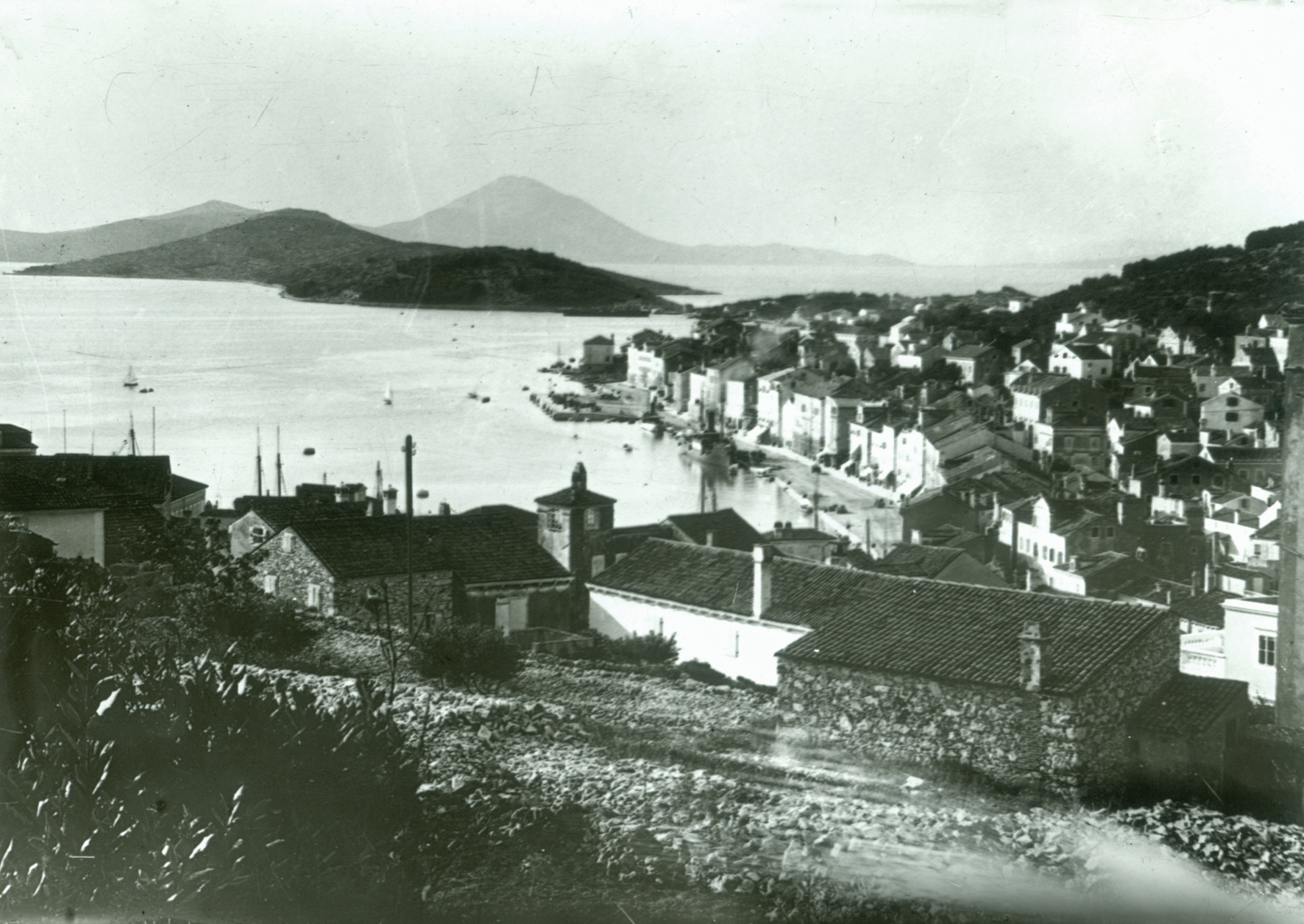
Mali Lošinj (Chorwacja)
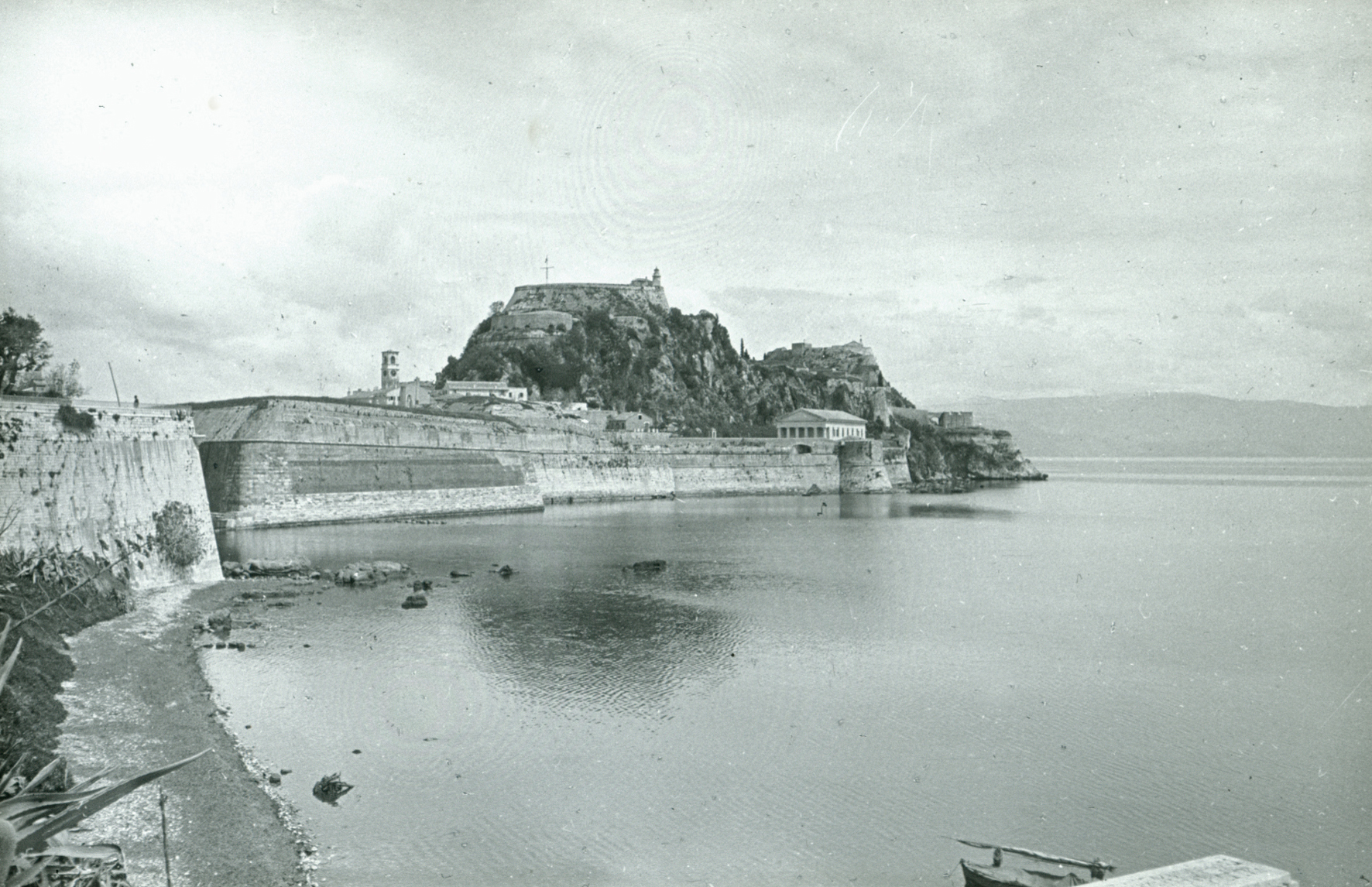
Korfu - Festung
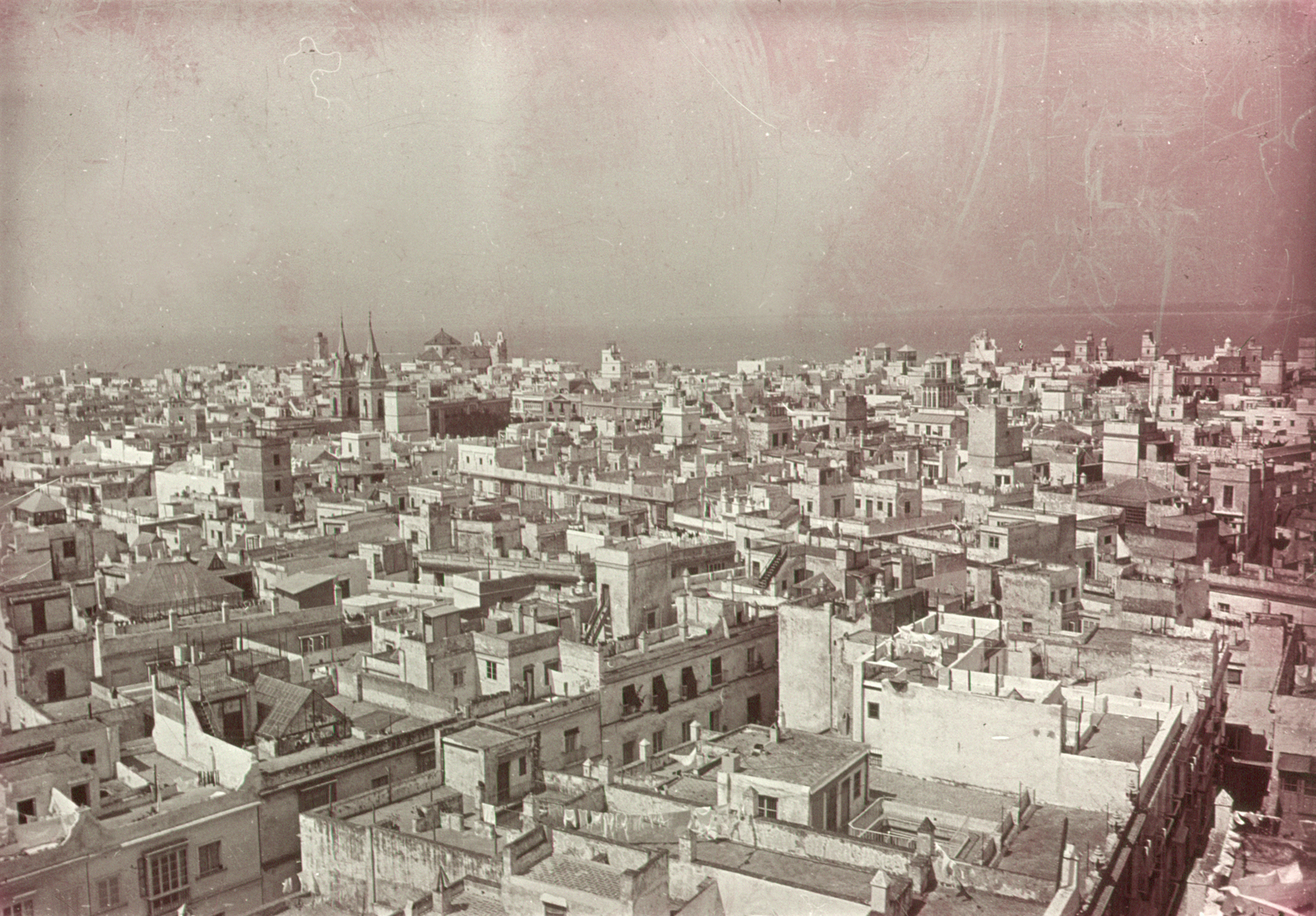
Kadyks (Hiszpania)